# Брезегард-бай-Піхер
Брезегард-бай-Піхер (нім. Bresegard bei Picher) — громада в Німеччині, розташована в землі Мекленбург-Передня Померанія. Входить до складу району Людвігслуст-Пархім. Складова частина об'єднання громад Гагенов-Ланд.
Площа — 16,57 км2. Населення становить 292 ос. (станом на 31 грудня 2020).